# .lk
A .lk Srí Lanka internetes legfelső szintű tartomány kódja, melyet 1990-ben hoztak létre. Ahhoz, hogy egy cég itt bejegyeztethesse magát, itteni címmel kell rendelkeznie.

## Második szintű tartománykódok
- gov.lk – kormányzati intézményeknek.
- sch.lk – srí lankai iskoláknak.
- net.lk – internetszolgáltatóknak.
- int.lk – nemzetközi szervezeteknek.
- com.lk – kereskedelmi szervezeteknek.
- org.lk – nonprofit szervezeteknek.
- edu.lk – oktatási intézményeknek.
- ngo.lk – nem kormányzati szervezeteknek.
- soc.lk – társadalmi szervezeteknek.
- web.lk – internetes oldalaknak.
- ltd.lk – korlátozott felelősségű vállalatoknak.
- assn.lk – társaságoknak.
- grp.lk – vállalatcsoportoknak.
- hotel.lk – szállodáknak.